# Gelbes Haus (Flims)

Das Gelbe Haus in Flims im Kanton Graubünden ist ein durch den Architekten Valerio Olgiati an der Hauptstrasse im Ortsteil Flims Dorf umgebautes altes Bauernhaus, das bis zur Renovation verputzt und namensgebend in gelber Farbe gestrichen war.

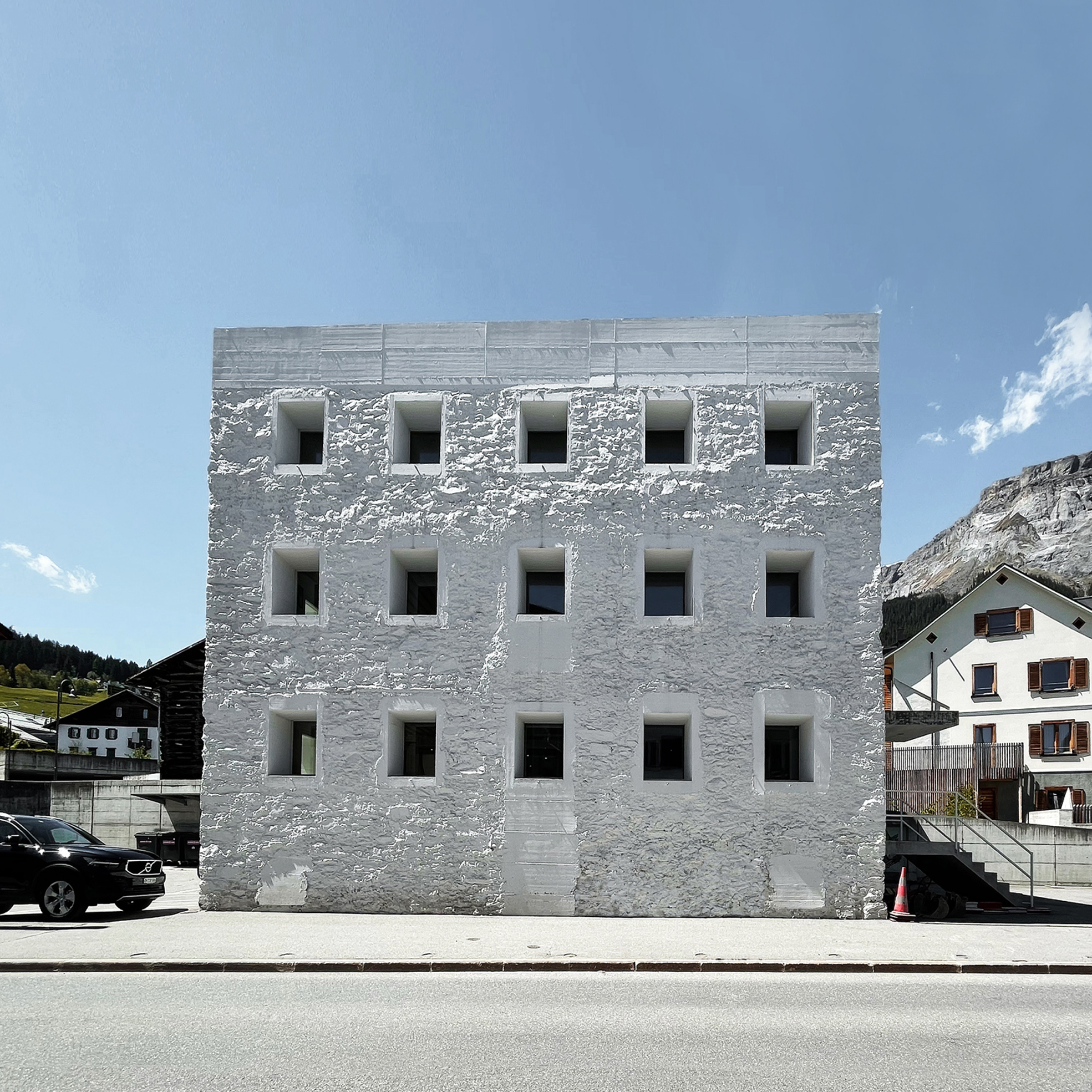
Strassenfassade

Beim Umbau, der 1999 vollendet wurde, wurde das Gebäude vollständig entkernt, der Eingang von der Strassen- auf die Ostseite verlegt und das Dach mit weiss gestrichenen Schieferplatten bedeckt. Es ist vollständig weiss gestrichen; eine Bedingung für die Gebäudeübertragung an die politische Gemeinde Flims durch Rudolf Olgiati. Auffällig sind die fast quadratischen, tief eingebauten Fenster an drei Fassadenseiten, die das Haus wie einen schweren Monolith wirken lassen. Zur ältesten Bausubstanz gehört eine Natursteinmauer im unteren Teil des Gebäudes. Eine durch die Zwischenböden durchgehende Säule viertelt jeweils die Etagen. Die Churer Bauingenieure Conzett Bronzini Gartmann zeichneten verantwortlich für das Tragwerk. Mitarbeiter von Olgiati waren Raphael Zuber und Pascal Flammer. Fotografiert wurde es von Christian Kerez. 2023 wurde die Fläche um das Gelbe Haus von Valerio Olgiati verändert und mit weiß eingefärbten Beton umgeben, sodass das Haus eins mit dem Boden wird.

„Die künstlich echt wirkende Oberfläche schafft Distanz zur lokalhistorischen Patina und Nähe zu einer modernen Architektur, die sich selbst mit Ideen verfremdet […] So  muss man gewissermassen hinter das Bild vom weissen Kubus blicken, damit das Eigentliche sichtbar wird. Es ist ein Zelt, das von einem einzigen, oben abgeknickten Stab aus Massivholz gehalten wird, der nach der Aushöhlung des Hauses asymmetrisch in den Raum gesetzt, die Böden und das Walmdach mitträgt, dessen Schieferplatten – der Idee entsprechend – ebenfalls weiss getüncht sind.“

Das Gelbe Haus dient als Ausstellungsstätte und Tagungsort zu Themen alpiner Architektur. Für den Betrieb und die Ausstellungen verantwortlich ist der Verein «Das Gelbe Haus». 1999 wurde das Haus mit dem Hasen in Gold, 2001 mit einer Auszeichnung für gute Bauten Graubünden und erhielt 2006 eine Auszeichnung des Neues Bauen in den Alpen.